# 360号美国国道
美国国道360是美国国道60位於維吉尼亞州的支線，全長223英哩（359公里）。
該國道由丹維爾開始向東北伸展至里德維爾，途中於里士满和美国国道60及295号州际公路交匯。